# Paul Bourgeois
| Odkryte planetoidy: 1 | Odkryte planetoidy: 1 |
| --------------------- | --------------------- |
| (1547) Nele           | 12 lutego 1929        |

Paul Bourgeois (1898–1974) – belgijski astronom. Był dyrektorem Królewskiego Obserwatorium w Ukkel oraz profesorem na uniwersytecie w Brukseli. Odkrył jedną planetoidę.
Nazwa planetoida (1543) Bourgeois pochodzi od jego nazwiska. Natomiast planetoida (1329) Eliane została nazwana imieniem jego córki.